# أروال
أروال رمزها «AR» (بالإنجليزية: Arwal)‏ ، هو تقسيم إداري لدولة الهند تتبع ولاية بيهار (بالإنجليزية: Bihar)‏ ، مركزها هو مدينة أروال (بالإنجليزية: Arwal)‏ عدد سكانها حسب تعداد سنة 2001 هو 699,563 ، مساحتها 4,839 كم² وكثافة السكان 1099 لكل كم² .